# Melitta kastiliensis
Melitta kastiliensis är en biart som beskrevs av Warncke 1973. Melitta kastiliensis ingår i släktet blomsterbin, och familjen sommarbin. IUCN kategoriserar arten globalt som sårbar. Inga underarter finns listade i Catalogue of Life.